# 索罗斯 (埃德萨)

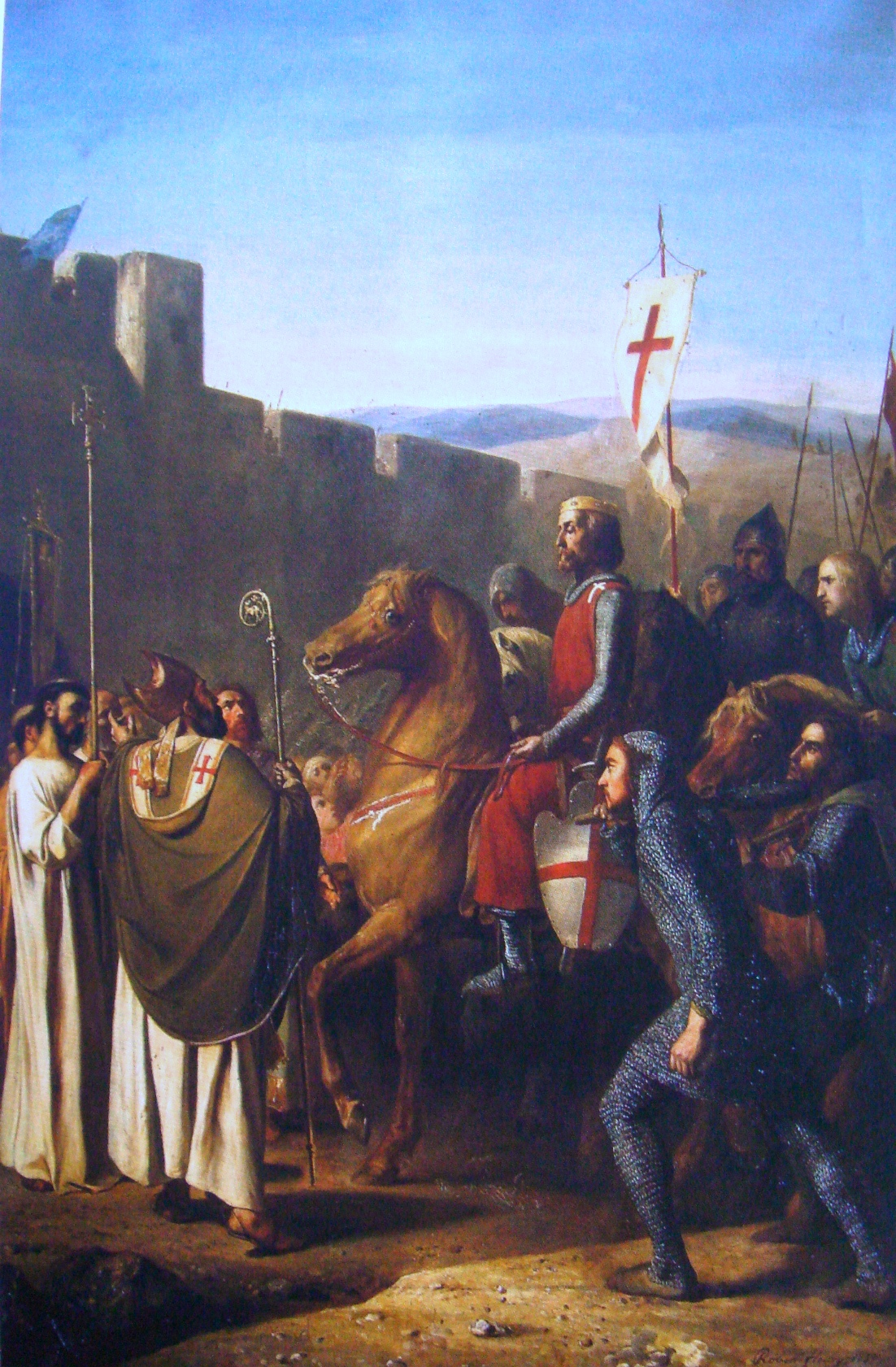
1098年2月鲍德温入埃德萨城

索罗斯（？—1098年3月9日) ，是一名亚美尼亚籍的东正教徒，为第一次十字军东征期间埃德萨城的统治者。此前索罗斯曾是菲拉雷托斯·布拉查米奥斯的副官，并担任了拜占庭帝国宫廷总管一职。
据埃德萨的马修的编年史记载，索罗斯被突突什一世于1094年指认为埃德萨的总督，此后索罗斯试图将此城纳入他自己的统治。当安条克和阿勒颇的酋长亚·锡恩及法赫尔·穆尔克·拉德温因被马利克沙打败而避难于埃德萨时，索罗斯决定绑架他们，但是由于城内贵族的反对而不得不释放他们。后索罗斯加固了埃德萨城的防御，由他的亚美尼亚及土耳其军队进行备御。在阿尔图格王朝的军队攻破外城两个月后，他们依旧无法彻底占领埃德萨城，只能退兵并承认索罗斯为埃德萨城的领主。

埃德萨疆域图

由于索罗斯是希腊东正教的教徒，他身为亚美尼亚使徒教会信徒的臣民对他并没有非常敬爱。他由于单独抵抗塞尔柱军队不力，不得不于1098年向正在准备安条克攻城战的十字军求助。十字军中只有鲍德温率其部退出了安条克城的进攻序列，前去帮助索罗斯。索罗斯于1098年2月邀请了鲍德温前往埃德萨城并一同达成盟约，甚至在后期成为了鲍德温的义父。不久后埃德萨城内爆发了一场暴动，迫使索罗斯退守在其城堡内。尽管索罗斯计划与家人逃向马拉蒂亚，他于3月9日被城内的居民所刺杀。有学者认为暴动及刺杀都是鲍德温在获得埃德萨城的合法继承权后所授意、组织的。索罗斯死后他对埃德萨的统治权继承给了鲍德温，这使得鲍德温成为第一任埃德萨伯爵，开创了十字军国家埃德萨伯国。

### 引用
1. ↑  Lebédel, Claude. Les Croisades: Origines et consequences. Éditions Ouest-France, 2006, p. 50.
2. ↑  Armenia and the Crusades, Tenth to Twelfth Centuries: The Chronicle of Matthew of Edessa. Translated by Ara E. Dostourian. Lanham: University Press of America, 1993, p. 163.
3. ↑  Runciman, Steven. . Cambridge: Cambridge University Press. 1951: 75. ISBN 0-521-06161-X.
4. ↑  Runciman. A History of the Crusades, vol. 1, pp. 206-07.